# Llista de cràters de Dione
En aquest article només es mostra els noms oficials aprovats per la Unió Astronòmica Internacional (UAI).
Aquesta és una llista de cràters amb nom de Dione, el quart satèl·lit natural més gros de Saturn, descobert el 1648 per Giovanni Cassini.
El 2019, els 73 cràters amb nom de Dione, representaven el 1,33% dels 5475 cràters amb nom del Sistema Solar. Altres cossos amb cràters amb nom són Amaltea (2), Ariel (17), Cal·listo (142), Caront (6), Ceres (115), Dàctil (2), Deimos (2), Encèlad (53), Epimeteu (2), Eros (37), Europa (41), Febe (24), Fobos (17), Ganímedes (132), Gaspra (31), Hiperió (4), Ida (21), Itokawa (10), Janus (4), Japet (58), Lluna (1624), Lutècia (19), Mart (1124), Mathilde (23), Mercuri (402), Mimas (35), Miranda (7), Oberó (9), Plutó (5), Proteu (1), Puck (3), Rea (128), Šteins (23), Tebe (1), Terra (190), Tetis (50), Tità (11), Titània (15), Tritó (9), Umbriel (13), Venus (900), i Vesta (90).

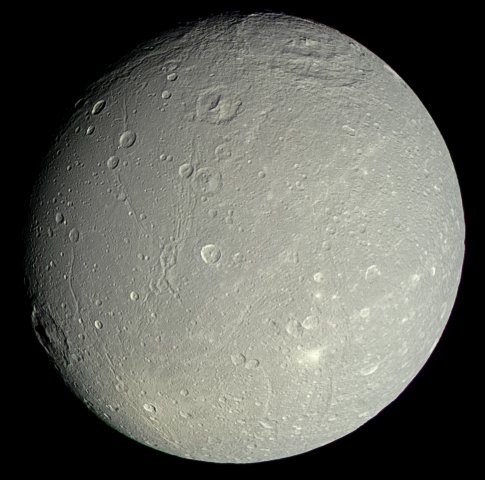
Imatge de Dione presa per la sonda Cassini, 2011
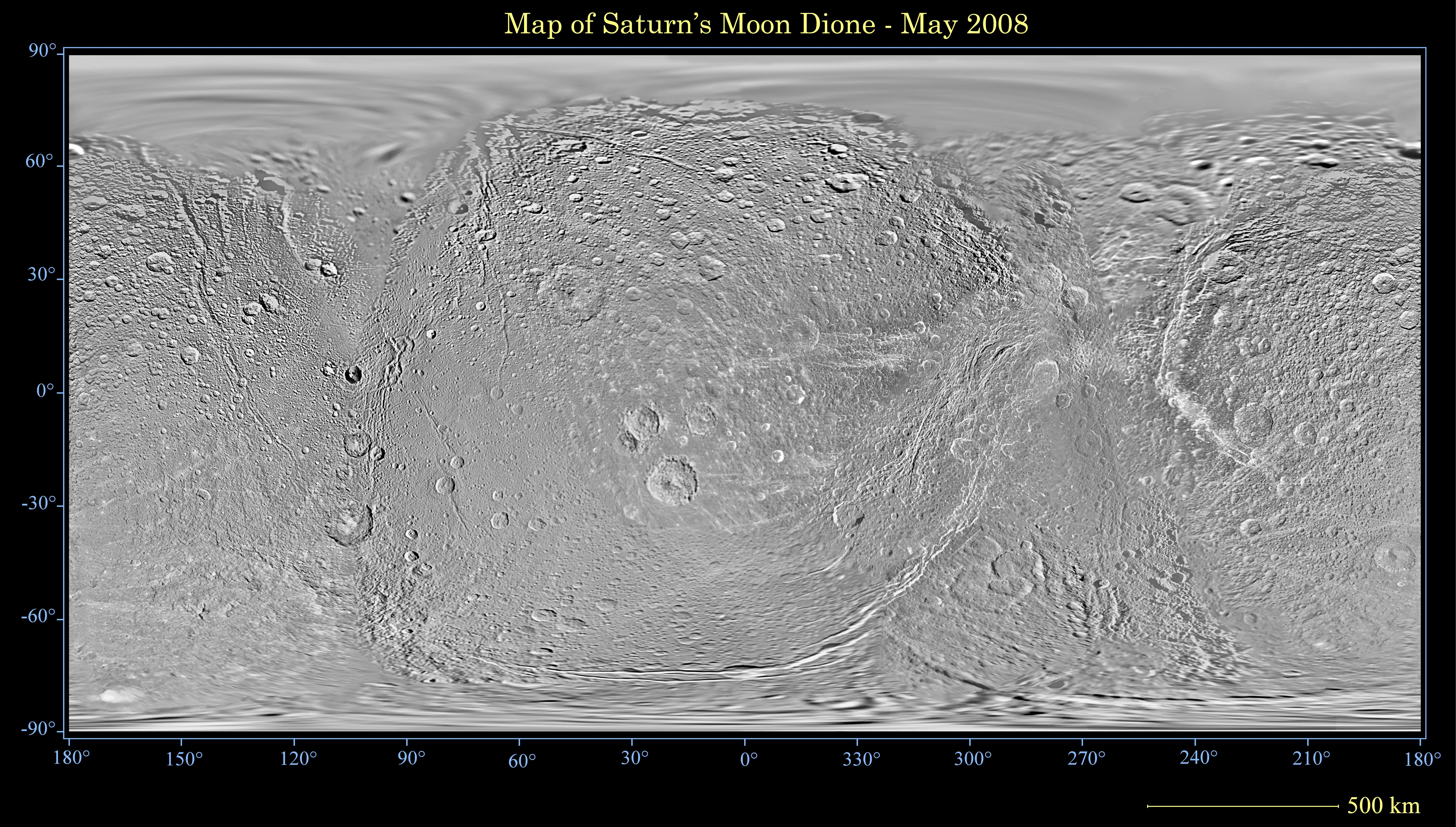
Mapa topogràfic de Dione

La superfície glaçada de Dione inclou terrenys amb molts cràters, planes amb alguns o pocs cràters, i zones de fractures tectòniques. Els terrenys amb molts cràters té nombrosos cràters de més de 100 km de diàmetre. Les zones planes amb alguns o pocs cràters solen tenir cràters de menys de 30 km de diàmetre. Igual que el satèl·lit jovià Cal·listo, els cràters de Dione manquen d'un relleu elevat com els de la Lluna i Mercuri; això probablement és degut a l'enfonsament de la fràgil crosta gelada de Dione al llarg d'un llarg període a escala geològica.
Shoemaker i Wolfe van proposar un model de formació de cràters per a una rotació sincrònica. Això suggereix que durant el període de forts bombardeigs, Dione tenia una rotació sincrònica amb Saturn en l'orientació contrària. Com que Dione és relativament petit, un impacte que causés un cràter de 35 km de diàmetre podria haver fet girar el satèl·lit. Com que hi ha molts cràters de més de 35 km, Dione podria haver estat girat repetidament durant els primers grans bombardeigs. Des d'aleshores, el patró dels cràters i de l'albedo lluminós suggereix que Dione ha mantingut la seva orientació actual durant diversos milions d'anys.

## Llista
Els cràters de Dione porten els noms de personatges vinculats a l'Eneida de Virgili.
| Cràter    | Coordenades                              | Diàmetre (km) | Epònim | Ref.  |
| --------- | ---------------------------------------- | ------------- | --- | ----- |
| Acestes   | 50° 06′ N, 243° 22′ O / 50.1°N,243.37°O  | 108,00        | Acestes - Rei de Sicília. | WGPSN |
| Adrastus  | 61° 40′ S, 46° 34′ O / 61.66°S,46.57°O   | 38,50         | Adrast - Rei d'Argos, un dels set que va anar a Tebes, i l'únic que va tornar viu. | WGPSN |
| Aeneas    | 25° 53′ N, 46° 16′ O / 25.89°N,46.27°O   | 161,00        | Eneas - Heroi de l'Eneida. Fill d'Anquises i Venus i membre de la família reial de Troia. | WGPSN |
| Alcander  | 52° 53′ S, 295° 29′ O / 52.89°S,295.49°O | 120,00        | Alcandre - Un troià que defensa el campament d'Enees contra els rútuls, assassinat per Turn. | WGPSN |
| Allecto   | 7° 44′ S, 224° 34′ O / 7.73°S,224.56°O   | 106,00        | Al·lecto - Una de les Fúries. | WGPSN |
| Amastrus  | 9° 58′ N, 237° 02′ O / 9.96°N,237.03°O   | 62,40         | Amastre - Un troià, víctima de Camil·la. | WGPSN |
| Amata     | 5° 10′ N, 279° 49′ O / 5.17°N,279.81°O   | 76,00         | Amata - La mare de Lavínia (esposa d'Enees). | WGPSN |
| Amycus    | 37° 31′ S, 88° 37′ O / 37.52°S,88.62°O   | 27,30         | Àmic - Un company troià d'Enees. | WGPSN |
| Anchises  | 34° S, 65° O / 34°S,65°O                 | 47,00         | Anquises - El pare d'Enees. | WGPSN |
| Anna      | 63° 23′ S, 89° 58′ O / 63.38°S,89.96°O   | 14,20         | Anna - La germana i confident de Dido. | WGPSN |
| Antenor   | 7° 00′ S, 11° 32′ O / 7°S,11.54°O        | 81,00         | Antènor - Nebot de Príam. Va escapar de la caiguda de Troia i va arribar a Itàlia abans d'Enees, on va fundar Pàdua. | WGPSN |
| Ascanius  | 33° 26′ N, 232° 11′ O / 33.43°N,232.18°O | 98,00         | Ascani - Fill d'Enees de Creusa. | WGPSN |
| Assaracus | 32° 39′ N, 8° 47′ O / 32.65°N,8.79°O     | 60,00         | Assàrac - Primer rei de Troia, fill de Tros, germà d'Ilus i Ganimedes. | WGPSN |
| Aulestes  | 9° 54′ N, 147° 44′ O / 9.9°N,147.73°O    | 50,00         | Aulest - Cap etrusc, aliat d'Enees. | WGPSN |
| Butes     | 65° 43′ N, 46° 24′ O / 65.72°N,46.4°O    | 35,00         | Butes - Un famós lluitador que havia estat derrotat per Dares. | WGPSN |
| Caieta    | 24° 43′ S, 79° 38′ O / 24.71°S,79.63°O   | 50,00         | Caieta - Una infermera d'Enees. | WGPSN |
| Camilla   | 4° 22′ S, 60° 37′ O / 4.36°S,60.61°O     | 31,90         | Camil·la - Reina dels volscs; aliada de Turn. | WGPSN |
| Cassandra | 39° 50′ N, 246° 13′ O / 39.84°N,246.22°O | 13,00         | Cassandra - Filla de Príam que podia predir el futur. | WGPSN |
| Catillus  | 2° 23′ S, 275° 18′ O / 2.38°S,275.3°O    | 42,20         | Catil - Germà de Tiburt i germà bessó de Coras. | WGPSN |
| Coras     | 0° 23′ N, 268° 27′ O / 0.39°N,268.45°O   | 43,00         | Coras - Germà de Tiburt i germà bessó de Catil. Va ser fundador de Tíbur i aliat de Turn contra Enees. | WGPSN |
| Cretheus  | 43° 21′ S, 88° 32′ O / 43.35°S,88.53°O   | 29,00         | Creteu - Un guerrer troià que va participar en la defensa del camp d'Enees contra els rútuls. | WGPSN |
| Creusa    | 49° 11′ N, 76° 19′ O / 49.19°N,76.32°O   | 36,20         | Creüsa - Filla de Príam; primera esposa d'Enees. | WGPSN |
| Daucus    | 15° 23′ S, 301° 08′ O / 15.38°S,301.14°O | 80,00         | Dauc - Un rútul, pare dels bessons Timbre i Làrides. | WGPSN |
| Dercennus | 29° 45′ N, 279° 56′ O / 29.75°N,279.93°O | 86,20         | Dercenne - Antic rei dels laurencians. | WGPSN |
| Dido      | 23° 58′ S, 18° 49′ O / 23.97°S,18.82°O   | 122,00        | Dido - Princesa de Tir que va fundar Cartago. | WGPSN |
| Entellus  | 10° 56′ S, 210° 32′ O / 10.93°S,210.54°O | 63,00         | Entel·le - Campió de lluita sicilià. | WGPSN |
| Erulus    | 35° 00′ S, 104° 46′ O / 35°S,104.76°O    | 120,00        | Èril - Fill sobrehumà de la deessa Ferònia. | WGPSN |
| Eumelus   | 0° 06′ S, 65° 58′ O / 0.1°S,65.96°O      | 35,10         | Eumel - Un company troià d'Enees. | WGPSN |
| Euryalus  | 74° 22′ S, 0° 00′ E / 74.36°S,-0°E       | 35,00         | Euríal - Un company troià d'Enees, amic de Nis. | WGPSN |
| Evander   | 57° S, 145° O / 57°S,145°O               | 350,00        | Evandre - Fill de Mercuri i Carmenta, aliat d'Enees contra els llatins, mític rei d'Arcàdia, va fundar i va governar el Palatí, construït al futur lloc de Roma.                                                         | WGPSN |
| Fadus     | 35° 56′ S, 225° 11′ O / 35.94°S,225.18°O | 47,00         | Fadus - Un rutulià que assetja els homes d'Enees en absència del seu líder. | WGPSN |
| Galaesus  | 46° 46′ N, 296° 15′ O / 46.77°N,296.25°O | 79,00         | Galès - Un ancià itàlic va morir en els primers combats entre llatins i troians mentre intentava fer la pau. | WGPSN |
| Haemon    | 84° 20′ N, 276° 19′ O / 84.33°N,276.31°O | 65,22         | Hemó - Hi ha dues persones a l'Eneida amb aquest nom: un rútul d'un grup que va atacar el campament dels troians en absència d'Enees i un itàlic el fill del qual, el sacerdot d'Apol·lo i Diana, era un soldat de Turn. | WGPSN |
| Halys     | 59° 10′ S, 53° 43′ O / 59.17°S,53.72°O   | 35,20         | Halis - Un troià que defensa el campament d'Enees contra l'atac dels rútuls. Va ser assassinat per Turn. | WGPSN |
| Herbesus  | 34° 41′ N, 156° 07′ O / 34.68°N,156.11°O | 58,40         | Herbès - Un rútul que va assetjar el camp d'Enees. | WGPSN |
| Iasus     | 22° 08′ S, 245° 55′ O / 22.13°S,245.92°O | 54,00         | Iasos - Hi ha dues persones a l'Eneida amb aquest nom: el pare de Palinur i el pare d'Iàpix. | WGPSN |
| Ilia      | 0° 30′ S, 346° 16′ O / 0.5°S,346.27°O    | 52,40         | Ília - També coneguda com a Rea Sílvia, mare de Ròmul i Rem, els fundadors de Roma. | WGPSN |
| Italus    | 18° 28′ S, 76° 25′ O / 18.47°S,76.41°O   | 35,70         | Ítal - Heroi antic, avantpassat dels itàlics | WGPSN |
| Lagus     | 13° 34′ S, 102° 57′ O / 13.56°S,102.95°O | 77,00         | Lagus - Un soldat de Turn | WGPSN |
| Lamyrus   | 53° 40′ N, 255° 37′ O / 53.67°N,255.61°O | 61,00         | Làmir - Un rútul amb les tropes assetjant el campament d'Enees. | WGPSN |
| Larides   | 7° 10′ N, 311° 25′ O / 7.17°N,311.42°O   | 29,00         | Làrides - Un rútul, membre de l'exèrcit de Turn, fill de Dauc, germà bessó de Timbre. | WGPSN |
| Latagus   | 14° 39′ N, 26° 28′ O / 14.65°N,26.46°O   | 41,00         | Làtag - Soldat d'Enees. | WGPSN |
| Latinus   | 52° 11′ N, 201° 00′ O / 52.19°N,201°O    | 130,00        | Llatí - Rei del Laci, marit d'Amata. | WGPSN |
| Lausus    | 34° 49′ N, 22° 46′ O / 34.81°N,22.76°O   | 23,50         | Lausus - Fill de Mezenci, assassinat per Enees. | WGPSN |
| Liger     | 24° 00′ N, 126° 38′ O / 24°N,126.63°O    | 53,00         | Líger - Soldat de Turn, germà de Lucag. | WGPSN |
| Lucagus   | 22° 09′ N, 131° 15′ O / 22.15°N,131.25°O | 45,70         | Lucag - Soldat de Turn, germà de Líger. | WGPSN |
| Magus     | 18° 26′ N, 24° 21′ O / 18.44°N,24.35°O   | 45,80         | Magus - Un soldat de Turn, assassinat per Enees. | WGPSN |
| Massicus  | 35° 00′ N, 55° 23′ O / 35°N,55.39°O      | 39,00         | Màssic - Un aliat etrusc d'Enees. | WGPSN |
| Metiscus  | 6° 00′ N, 93° 17′ O / 6°N,93.29°O        | 43,80         | Metisc - Soldat de Turn, un auriga. | WGPSN |
| Mezentius | 19° 10′ N, 183° 00′ O / 19.16°N,183°O    | 51,00         | Mezenci - Rei etrusc, aliat de Turn, pare de Lausus. | WGPSN |
| Murranus  | 12° 49′ N, 90° 44′ O / 12.82°N,90.73°O   | 56,80         | Murrà - Guerrer llatí, amic de Turn, assassinat per Enees. | WGPSN |
| Nisus     | 68° 11′ S, 335° 00′ O / 68.18°S,335°O    | 35,00         | Nis - Company troià d'Enees, amic d'Euríal. | WGPSN |
| Oebalus   | 44° 28′ N, 351° 36′ O / 44.47°N,351.6°O  | 35,70         | Ebal - Aliat de Turn, fill de Teló i Sebetis. | WGPSN |
| Pagasus   | 3° S, 241° O / 3°S,241°O                 | 67,00         | Pagàs - Un etrusc assassinat per Camil·la. | WGPSN |
| Palinurus | 3° 18′ N, 63° 00′ O / 3.3°N,63°O         | 11,90         | Palinur - Timoner del vaixell d'Enees. | WGPSN |
| Phaleris  | 77° 24′ S, 166° 35′ O / 77.4°S,166.58°O  | 44,00         | Faleri - Un troià que defensa el campament d'Enees contra l'atac dels rútuls. | WGPSN |
| Phorbas   | 81° 12′ N, 131° 17′ O / 81.2°N,131.29°O  | 69,30         | Forbant - Un troià, company d'Enees. | WGPSN |
| Prytanis  | 46° 15′ S, 287° 24′ O / 46.25°S,287.4°O  | 96,00         | Prità - Un troià que defensa el campament d'Enees contra l'atac dels rútuls. | WGPSN |
| Remus     | 13° 35′ S, 31° 54′ O / 13.58°S,31.9°O    | 62,00         | Rem - Fundador de Roma junt amb el seu germà Ròmul entre el 754-753 aC. | WGPSN |
| Ripheus   | 56° 28′ S, 36° 48′ O / 56.47°S,36.8°O    | 34,00         | Rifeu - Un troià. Va lluitar al costat d'Enees durant l'última nit de Troia. | WGPSN |
| Romulus   | 8° 09′ S, 26° 51′ O / 8.15°S,26.85°O     | 90,70         | Ròmul - Fundador de Roma junt amb el seu germà Rem entre el 754-753 aC. | WGPSN |
| Sabinus   | 43° 39′ S, 186° 40′ O / 43.65°S,186.66°O | 88,00         | Sabí - Ancestre llegendari dels sabins. | WGPSN |
| Sagaris   | 4° 56′ N, 104° 12′ O / 4.93°N,104.2°O    | 53,00         | Sàgaris - Criat d'Enees. | WGPSN |
| Salius    | 65° 05′ N, 181° 44′ O / 65.09°N,181.73°O | 44,00         | Sali - A l'Eneida hi ha dues persones amb aquest nom: un company d'Enees i concursant de la cursa a peu, i un rútul. | WGPSN |
| Silvius   | 32° 42′ S, 332° 16′ O / 32.7°S,332.26°O  | 74,00         | Silvi - Fill d'Enees i Lavínia. | WGPSN |
| Sulmo     | 55° 55′ N, 333° 30′ O / 55.92°N,333.5°O  | 56,00         | Sulmó - Hi ha dues persones a l'Eneida amb aquest nom: un rútul a les tropes dels volcents i un itàlic els fills del qual van lluitar per Turn.                                                                          | WGPSN |
| Telon     | 16° 12′ S, 97° 12′ O / 16.2°S,97.2°O     | 39,70         | Teló - Governant dels telèboes de Capri; pare d'Èbal. | WGPSN |
| Tereus    | 2° 36′ S, 245° 00′ O / 2.6°S,245°O       | 45,00         | Tereu - Un troià, assassinat per Camil·la. | WGPSN |
| Thymber   | 14° 00′ N, 309° 09′ O / 14°N,309.15°O    | 27,29         | Timbre - Un rútul, membre de l'exèrcit de Turn, fill de Dauc, germà bessó de Làrides. | WGPSN |
| Tiburtus  | 29° 07′ N, 189° 44′ O / 29.11°N,189.73°O | 59,00         | Tiburt - Germà dels bessons Catil i Coras, fundador de Tíbur, al qual va donar nom. | WGPSN |
| Turnus    | 15° 35′ N, 345° 19′ O / 15.59°N,345.31°O | 101,00        | Turn - Rei rútul; el rival d'Enees per la mà de Lavinia. | WGPSN |
| Tyrrhus   | 24° 42′ N, 287° 54′ O / 24.7°N,287.9°O   | 49,10         | Tirrus - Vigilant dels ramats de Llatí, pare de Sílvia. | WGPSN |
| Volcens   | 13° 50′ S, 268° 31′ O / 13.84°S,268.51°O | 74,00         | Volcent - Un llatí, cap de la cavalleria de Turn. | WGPSN |